# Prospero's Books
Pour plus de détails, voir Fiche technique et Distribution.
Prospero's Books est un film franco-néerlando-britannique réalisé par Peter Greenaway, sorti en 1991.

## Synopsis
Exilé sur une île pendant des années, Prospero a réussi, grâce à ses livres, à en faire un petit royaume modèle. Sa rancune demeure vis-à-vis des ennemis qui ont usurpé son duché. Aidé de son serviteur Ariel et d'un livre magique, il crée une tempête qui amène ses ennemis à lui. Il élabore un scénario qu'il appelle « La tempête ». Il y raconte son histoire, son passé, manipule les vivants, invente leur avenir. Bientôt effrayé de ses pouvoirs, il renonce à sa puissance, détruit ses livres.

## Fiche technique
- Titre : Prospero's Books
- Réalisation : Peter Greenaway
- Scénario : Peter Greenaway, d'après la pièce La Tempête, de William Shakespeare
- Production : Philippe Carcassonne, Kees Kasander, Michel Seydoux et Denis Wigman
- Musique : Michael Nyman
- Photographie : Sacha Vierny
- Montage : Marina Bodbijl
- Décors : Ben van Os et Jan Roelfs
- Costumes : Ellen Lens, Emi Wada et Dien van Straalen
- Chorégraphie des danseurs : Karine Saporta
- Pays de production :  France,  Pays-Bas,  Royaume-Uni,  Japon
- Format : couleurs - 1,78:1 - Dolby - HDTV
- Genre : comédie dramatique
- Durée : 129 minutes
- Dates de sortie : 
  - Italie : 5 septembre 1991 (Mostra de Venise)
  - France : 2 octobre 1991
  - États-Unis : 15 novembre 1991

## Distribution
- John Gielgud : Prospero
- Michael Clark : Caliban
- Michel Blanc : Alonso
- Erland Josephson : Gonzalo
- Isabelle Pasco : Miranda
- Tom Bell : Antonio
- Kenneth Cranham : Sebastian
- Mark Rylance : Ferdinand
- Gerard Thoolen : Adrian
- Pierre Bokma : Francisco
- Jim van der Woude : Trinculo
- Michiel Romeyn : Stephano
- Orpheo : Ariel
- Paul Russell : Ariel
- James Thierrée : Ariel
- Marie Angel : Iris
- Ute Lemper : Ceres
- Deborah Conway : Juno

## Autour du film
- Le tournage s'est déroulé en Angleterre, en Italie et aux Pays-Bas.

## Bande originale
1. Full Fathom Five
2. Prospero's Curse
3. While You Here Do Snoring Lie
4. Prospero's Magic
5. Miranda
6. Twelve Years Since
7. Come Unto These Yellow Sands
8. History of Sycorax
9. Come and Go
10. Cornfield
11. Where the Bee Sucks
12. Caliban's Pit
13. Reconciliation
14. The Masque

## Distinctions

### Récompenses
- Meilleur film, lors du Festival du film des Pays-Bas en 1991.
- Prix du Cercle des critiques de film de Londres du meilleur réalisateur en 1992.
- Prix du public, lors du Festival international du film de Varsovie en 1992.

### Nominations
- Lion d'or de Saint-Marc, lors de la Mostra de Venise en 1991.
- Meilleurs effets visuels pour Frans Wamelink, Eve Ramboz et Masao Yamaguchi, lors des BAFTA Awards en 1992.
- Meilleur film, lors du festival Fantasporto en 1992.